# Relaciones Baréin-Estados Unidos
Las relaciones Baréin-Estados Unidos son las relaciones diplomáticas entre Estados Unidos y Baréin. Baréin y los Estados Unidos son aliados cercanos desde hace mucho tiempo.

## Historia
Baréin ha proporcionado una Base Naval para la actividad naval de EE. UU. en el Golfo Pérsico desde 1947. Cuando Baréin se independizó en 1971, la relación entre EE. UU. y Baréin se formalizó con el establecimiento de relaciones diplomáticas, iniciada por el reconocimiento diplomático de Baréin como estado soberano por los EE. UU. La embajada de los Estados Unidos en Manama se abrió el 21 de septiembre de 1971, y el primer embajador residente del país, Joseph W. Twinam, se envió en 1974. La embajada de Baréin en Washington D. C., abrió sus puertas en 1977. En octubre de 1991, el Emir Isa bin Salman Al Khalifa realizó una visita de estado a Washington. En 2001, el rey Hamad bin Isa Al Khalifa realizó su primera visita a los Estados Unidos después de suceder a su padre en 1999. Regresó a Washington en una visita oficial en enero de 2003. El rey Hamad realizó una visita oficial a Washington en noviembre de 2004 para reunirse con el presidente Bush y funcionarios a nivel de gabinete.
Baréin y los Estados Unidos firmaron un Acuerdo de Cooperación en Defensa en octubre de 1991, que otorga a las fuerzas estadounidenses el acceso a las instalaciones de Baréin y garantiza el derecho de preubicar material para futuras crisis. Baréin es la sede de la Quinta flota de la Armada de los Estados Unidos. Los EE. UU. designaron a Baréin como Aliado importante extra-OTAN en octubre de 2001.
El American Mission Hospital, afiliado a la Iglesia Evangélica Nacional (Baréin), ha operado continuamente en Baréin durante más de un siglo.

### Expulsión de un oficial visitante de los Estados Unidos
En julio de 2014, durante su visita a Baréin, el gobierno declaró persona no grata al Secretario General de Estado para la Democracia, los Derechos Humanos y el Trabajo Tom Malinowski después de haberse reunido con miembros de al-Wefaq, un importante partido de la oposición de Baréin. Se esperaba que Malinowski visitara Baréin durante tres días y tenía reuniones programadas con al-Wefaq, funcionarios gubernamentales y un destacado activista de derechos humanos, Nabeel Rajab. El Ministerio de Relaciones Exteriores de Baréin argumentó que las actividades de Malinowski "eran contrarias a las normas diplomáticas convencionales", pero también señaló que la expulsión no afectaría las relaciones entre Baréin y Estados Unidos. El gobierno de Baréin también exigió que un representante de su ministerio de relaciones exteriores estuviera presente en reuniones privadas entre Malinowski y miembros de al-Wefaq, y afirmó que antes de la llegada de Malinowski, había un "acuerdo previo" sobre este asunto.
Malinowski criticó la decisión del gobierno de Baréin como un intento de "socavar el diálogo". El portavoz del Departamento de Estado Jen Psaki dijo que los Estados Unidos estaban "profundamente preocupados" y que las acciones del gobierno de Baréin "no eran consistentes con la fuerte alianza entre Estados Unidos y Bahrein". El Secretario de Estado de los Estados Unidos John Kerry llamó a la solicitud de Baréin de que un funcionario del gobierno presente en las reuniones de Malinowski sea "altamente inusual" y un "requisito inaceptable que sea contrario al protocolo diplomático internacional".
Malinowski regresó a Baréin en diciembre de 2014, junto con el Secretario de Estado Adjunto para Asuntos del Cercano Oriente Anne W. Patterson.

## Misiones diplomáticas
El embajador de los Estados Unidos en Baréin es Justin Siberell.
En junio de 2008, Baréin nombró a Houda Nounou como Embajador en los Estados Unidos.

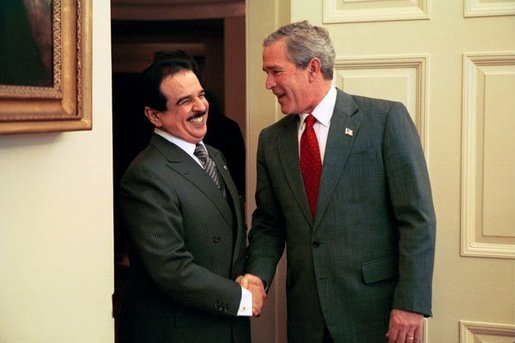
El presidente George W. Bush da la bienvenida al rey Hamad bin Isa Al Khalifa de Baréin al Oficina Oval el 29 de noviembre de 2004